# Fedir Wowk

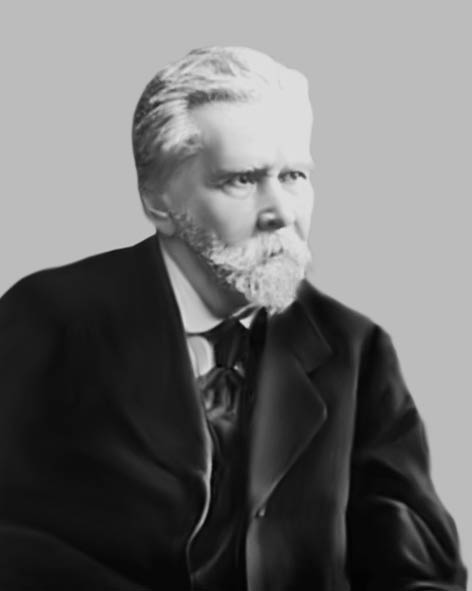
Fedir Wowk

Fedir Kindratowytsch Wowk, häufig Fedir Vovk, (* 5. Märzjul. / 17. März 1847greg. in Krjatschkiwka, Gouvernement Poltawa, Russisches Kaiserreich; † 29. Juni 1918 in Schlobin, Belarus) war ein ukrainischer Ethnograph, Anthropologe und Archäologe.

## Leben
Fedir Wowk kam im Dorf Krjatschkiwka (Крячківка) bei Pyrjatyn im Nordwesten der heutigen ukrainischen Oblast Poltawa zur Welt. Früh wurde er durch seine Mutter mit Geschichten, Liedern und ukrainischen Volksbräuchen vertraut gemacht, die später Gegenstand seiner Forschungen wurden. Um den Kindern eine gute Bildung zu ermöglichen, zog die Familie nach Nischyn im Gouvernement Tschernigow, wo Wowk das Gymnasium besuchte.
Wowk studierte zuerst an der Universität Odessa, zog 1866 nach Kiew und studierte dort bis 1871 an der Taras-Schewtschenko-Universität. In Kiew war er ab 1872 in der Hromada, einer Geheimgesellschaft zur nationalen Wiederbelebung der Ukraine, aktiv und war 1873 einer der Gründer der Südwestlichen Filiale der Kaiserlich-russischen geographischen Gesellschaft, die zwischen 1873 und 1876 von dem ihm bekannten Pawlo Tschubynskyj geleitet wurde.
1874/75 nahm er an archäologischen Expeditionen unter Leitung von Wolodymyr Antonowytsch (Володимир Боніфатійович Антонович 1834–1908) im Gouvernement Kiew und Gouvernement Wolhynien teil.
Die Jahre 1876 bis 1878 verbrachte er in Genf. Als prominentes Mitglied der Hromada musste er 1879 vor der zaristischen Verfolgung nach Rumänien fliehen, wo er ein intensives wissenschaftliches Leben führte und aktiv am sozialen und politischen Leben teilnahm.
Ab 1887 studierte er Anthropologie, vergleichende Ethnographie und Archäologie an der Universität Paris und wurde 1905 an der Universität Paris promoviert. Für seine Forschungen hatte er bis dahin schon einige wissenschaftliche Auszeichnungen, auch aus Russland, erhalten.
Im Dezember 1905 kehrte er ins Russische Reich zurück und ließ sich in Sankt Petersburg nieder, wo er, von Forschungsreisen abgesehen, bis zu seinem Tod lebte. In Sankt Petersburg war er von 1905 bis 1917 Kurator des Russischen Museums und erhielt an der Universität Petersburg ab 1907 die Position eines Privatdozenten und ab 1917 die eines Professors. Ab 1907 war er Mitglied der Ukrainischen wissenschaftlichen Gesellschaft in Kiew, ebenso von vielen anderen wissenschaftlichen Institutionen im europäischen Ausland.
1908 entdeckte Wowk im Dorf Mesyn als einer der ersten Forscher altsteinzeitliche Überreste in der Ukraine, worüber er einen sensationellen Bericht auf dem XIV. Archäologischen Kongress vortrug.
Am 19. November 1916 bekam er von der französischen Regierung den Titel eines Ritters der Ehrenlegion verliehen.
Am 29. Oktober 1917 wurde er zum Professor der Kiewer Universität ernannt, starb jedoch auf dem Weg in die Ukraine im belarussischen Schlobin am Dnepr im Alter von 72 Jahren an einer Lungenentzündung.
In seinem Werke über Archäologie, Anthropologie und Ethnographie versuchte Wowk zu beweisen, dass die Ukrainer ein separates Volk mit einzigartiger ethnographischer Charakteristik sind, das sich von anderen slawischen Völkern durch einen eigenen anthropologischen Typus abgrenzt.